# Live Santa Monica '72
Live Santa Monica '72 is een livealbum van de Britse muzikant David Bowie, uitgebracht in 2008 en opgenomen tijdens zijn show in het Santa Monica Civic Auditorium in Santa Monica, Californië tijdens zijn Amerikaanse Ziggy Stardust Tour. In 1994 was het album al uitgebracht als bootleg onder de naam Santa Monica '72.
De bootleg-versie van het album werd onofficieel uitgebracht op 25 april 1994, een kopie van een "echte Bowie-fan". Het bevat een tracklist die sterk verschilt van Ziggy Stardust - The Motion Picture, een album dat tijdens dezelfde tour werd opgenomen. Zo was "The Jean Genie" het enige nummer van Aladdin Sane dat op het album staat, terwijl de nummers van dit album aan het eind van de tournee vaak gespeeld werden. Als bootleg werd het album al veel geprezen, zo noemden twee NME-journalisten het in 1981 "niet alleen de beste bootleg van de artiest, maar ook superieur aan Bowie's officiële locatie-opnamen" tot dat moment, David Live uit 1974 en Stage uit 1978.
De bootleg-versie van het was ook bijzonder omdat het de enige keer was dat een van de bekendste Bowienummers "Ziggy Stardust" op de A-kant van een single verscheen. Deze werd uitgebracht in 1994 en bereikte de 76e plaats in Engeland.

## Tracklist
- Alle nummers geschreven door Bowie, tenzij anders genoteerd.

Santa Monica '72 (1994)
1. "Intro" – 0:15
2. "Hang On to Yourself" – 2:47
3. "Ziggy Stardust" – 3:24
4. "Changes" – 3:32
5. "The Supermen" – 2:57
6. "Life on Mars?" – 3:28
7. "Five Years" – 5:21
8. "Space Oddity" – 5:22
9. "Andy Warhol" – 3:58
10. "My Death" (Eric Blau/Jacques Brel/Mortimer Shuman) – 5:56
11. "The Width of a Circle" – 10:39
12. "Queen Bitch" – 3:01
13. "Moonage Daydream" – 4:38
14. "John, I'm Only Dancing" – 3:36
15. "I'm Waiting for the Man" (Lou Reed) – 6:01
16. "The Jean Genie" – 4:02
17. "Suffragette City" – 4:25
18. "Rock 'n' Roll Suicide" – 3:17

Live Santa Monica '72 (2008)
1. "Intro" – 0:13
2. "Hang On to Yourself" – 2:46
3. "Ziggy Stardust" – 3:23
4. "Changes" – 3:27
5. "The Supermen" – 2:55
6. "Life on Mars?" – 3:28
7. "Five Years" – 4:32
8. "Space Oddity" – 5:05
9. "Andy Warhol" – 3:50
10. "My Death" (Blau/Brel/Shuman) – 5:51
11. "The Width of a Circle" – 10:44
12. "Queen Bitch" – 3:00
13. "Moonage Daydream" – 4:53
14. "John, I'm Only Dancing" – 3:16
15. "I'm Waiting for the Man" (Reed) – 5:45
16. "The Jean Genie" – 4:00
17. "Suffragette City" – 4:12
18. "Rock 'n' Roll Suicide" – 3:01

## Musici
- David Bowie: zang, gitaar
- Mick Ronson: leadgitaar, basgitaar, achtergrondzang
- Trevor Bolder: basgitaar
- Mick Woodmansey: drums
- Mike Garson: keyboards